# Ludwik Łętowski
Ludwik Łętowski, pseudonim „Bartłomiej Podgórzanin” (ur. 13 września 1786 w Bobowej na Sądecczyźnie, zm. 25 sierpnia 1868 roku w Krakowie) – biskup pomocniczy krakowski, historyk i literat, członek Senatu Rzeczypospolitej Krakowskiej.

## Życiorys
Urodził się jako syn Franciszka Łętowskiego herbu Ogończyk z Łętowa i Teresy z Balickich.
W 1806 r. uczeń szkoły oficerskiej w Wiedniu. Od 1811 r. porucznik w wojsku Księstwa Warszawskiego. Od 1815 r. w armii Królestwa Kongresowego. W Wilnie dostał się do niewoli. Wstąpił do seminarium duchownego w Kielcach w 1816 r. Święcenia kapłańskie przyjął w 1818 r. Był proboszczem w Końskich, a od 1821 roku wykładał w kieleckim seminarium historię i teologię.
W 1825 r. mianowany kanonikiem krakowskim, od 1841 r. administrator diecezji krakowskiej, następnie jej biskup pomocniczy, był biskupem tytularnym Joppy. W czasie powstania krakowskiego 1846 r. zalecał uległość wobec zaborcy, następnie uciekł do Wiednia. W 1848 r. zrzekł się administrowania częścią kielecką diecezji, rok później również częścią krakowską i poświęcił pracy naukowej i działalności charytatywnej.
W swych Wspomnieniach pamiętnikarskich zawarł wiele ciekawych informacji na temat swej młodości w Bobowej, którą w 1806 r. sprzedał Michałowi Miłkowskiemu – dziedzicowi Siedlisk.
Żywo uczestniczył w życiu kulturalnym i towarzyskim Krakowa, prowadząc przy ulicy Kanoniczej salon, w którym bywali: Aleksander Fredro, Wincenty Pol, Lucjan Siemieński, Karolina Wojnarowska.
Doktor honoris causa teologii (1829) na Uniwersytecie Jagiellońskim.
Odznaczony Orderem Świętego Stanisława I klasy w 1829 roku.

## Najważniejsze publikacje
- Katalog biskupów, prałatów i kanoników krakowskich (4 tomy), Kraków 1852–1853
- Katedra krakowska na Wawelu, Kraków 1859

Pochowany w katedrze wawelskiej, następnie przeniesiony do zabudowań klasztornych Szarytek na Kleparzu.